# Наслідки глобального потепління

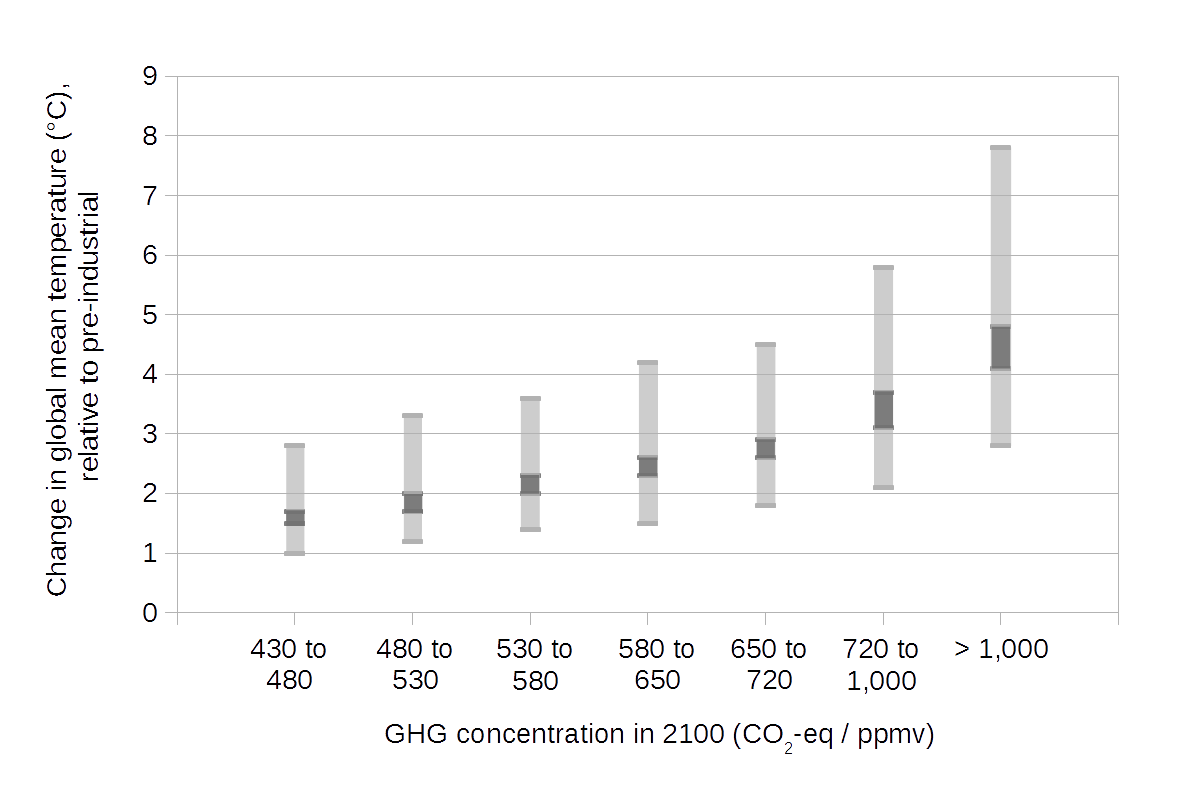
Передбачуване глобальне потепління станом на 2100 рік для різних сценаріїв викидів.

Глобальне потепління — це зміни в навколишньому і соціальному середовищах, що спричинені (прямо або опосередковано) антропогенними викидами парникових газів. Більшість науковців прийшли до консенсусу, що зміна клімату відбувається, і що головним чинником цієї зміни є людська діяльність. Багато з цих наслідків уже можна спостерігати, в тому числі відступання льодовиків, зміни в початку та закінченні сезонних подій (наприклад, більш раннє цвітіння рослин), а також зміни в продуктивності сільськогосподарського виробництва.
Характер майбутніх наслідків зміни клімату значною мірою залежатиме від політики запобігання зміні клімату і здатності суспільства змінювати себе. Перший з основних способів зреагувати на зміну клімату — це зменшити антропогенні викиди парникових газів (зменшення наслідків зміни клімату), а другий — пристосуватись до цих наслідків. Ще одним варіантом є геоінженерія.
Короткострокова політика запобігання змінам клімату може дуже вплинути на довгострокові наслідки цих змін. Експерти ООН передбачають,  що сувора політика зменшення наслідків, ймовірно могла б обмежити глобальне потепління на рівні 2 °C або й менше до 2100 року, якщо порівняти з доіндустріальною температурою. За відсутності заходів, а також підвищеному світовому споживанні енергії (надмірному спалюванні корисних копалин, температура може вирости на 4 °C). Чим більші масштаби глобального потепління, тим важче буде до них пристосуватись, а це підвищить ризик негативних наслідків.

## Підвищення рівня моря
Впродовж XX століття середній рівень моря підвищився на 0,1-0,2 м. За передбаченнями вчених, впродовж XXI сторіччя підвищення рівня моря складе до 1 м. У цьому разі, найбільш уразливими виявляться прибережні терени і невеликі острови. Такі держави як Нідерланди, Велика Британія, а також малі острівні держави Океанії і Карибського басейну першими підпадуть під небезпеку затоплення. Крім цього почастішають високі припливи, посилиться ерозія берегової лінії.

## Танення льодовиків
Сучасне заледеніння Землі можна вважати одним із найбільш чутливих індикаторів глобальних змін. Супутникові дані показують, що починаючи з 1960-х років відбулося зменшення площі сніжного покриву приблизно на 10 %. З 1950-х років у Північній півкулі площа морської криги скоротилася майже на 10-15 %, а товщина зменшилася на 40 %. За прогнозами експертів Арктичного і Антарктичного науково-дослідного інституту (Санкт-Петербург), уже через 30 років Північний Льодовитий океан протягом теплого періоду року буде повністю розкриватися з-під криги. За даними вчених, товща Гімалайських льодовиків тане зі швидкістю 10-15 м на рік. За нинішньої швидкості цих процесів дві третини льодовиків зникнуть до 2060 року, а до 2100 всі льодовики розтануть остаточно. Стрімке танення льодовиків створює низку безпосередніх загроз людському розвитку. Для густонаселених гірських і передгірських місцевостей, особливу небезпеку представляють лавини, затоплення або, навпаки, зниження повноводності річок, а як наслідок скорочення запасів прісної води.

## Сільське господарство
Вплив потепління на продуктивність сільського господарства неоднозначний. У деяких районах з помірним кліматом врожайність може збільшитися в разі невеликого збільшення температури, але знизиться у разі значних температурних змін. У тропічних і субтропічних регіонах врожайність в цілому, за прогнозами, буде знижуватися. Найсерйозніший удар може бути нанесений найбіднішим країнам, найменш всього готовим пристосуватися до змін клімату. За даними МГЕЗК, до 2080 року кількість людей, що стикаються із загрозою голоду, може збільшитися на 600 млн осіб, що вдвічі більше від числа людей, які сьогодні живуть в бідності в Африці на південь від Сахари. В окремих регіонах України зазнати відчутних змін можуть звичний асортимент вирощуваних сільськогосподарських культур та усталені технології сільгоспвиробництва.

## Водоспоживання і водопостачання
Одним з наслідків кліматичних змін може стати брак питної води. У регіонах з посушливим кліматом (Центральна Азія, Середземномор'я, Південна Африка, Австралія тощо). Становище ще дужче посилиться через скорочення рівня випадання опадів. Через танення льодовиків суттєво знизитися стік найбільших водних артерій Азії — Брахмапутри, Гангу, Хуанхе, Інду, Меконгу, Салуена і Янцзи. Нестача прісної води торкнеться не тільки здоров'я людей і розвитку сільського господарства, але також підвищить ризик політичних розбіжностей і конфліктів за доступ до водних ресурсів.

## Здоров'я людини
Зміна клімату, за прогнозами вчених, призведе до підвищення ризиків для здоров'я людей, перш за все менш забезпечених верств населення. Так, скорочення виробництва продуктів харчування неминуче доведе до недоїдання та голоду. Надмірно високі температури можуть спричинити загострення серцево-судинних, респіраторних та інших захворювань. Підвищення температури може привести до зміни географічного поширення різних видів, які є переносниками захворювань. З підвищенням температури ареали теплолюбних тварин і комах (наприклад, енцефалітних кліщів і малярійних комарів) будуть поширюватися на північ, натомість люди, що населяють ці терени, не будуть мати імунітет до нових захворювань. На думку екологів, запобігти повністю прогнозованим змінам клімату людству навряд чи вдасться. Однак в людських силах пом'якшити кліматичні зміни, сповільнити стрімкість зростання температури з тим, щоб уникнути небезпечних і незворотних наслідків у майбутньому.